# Пудовка
Пудо́вка (рос. Пудовка) — село у складі Кривошиїнського району Томської області, Росія. Адміністративний центр Пудовського сільського поселення.

## Населення
Населення — 445 осіб (2010; 528 у 2002).
Національний склад (станом на 2002 рік):
- росіяни — 90 %